# Isola Olenij (Golfo di Kandalakša)
L'isola Olenij (in russo остров Олений,  ostrov Olenij; in italiano "isola del cervo") è un'isola russa nel Mar Bianco. Amministrativamente fa parte del Kandalakšskij rajon dell'oblast' di Murmansk, nel Circondario federale nordoccidentale.

## Geografia
Olenij è un'isola situata nel golfo di Kandalakša (Кандалакшский залив), proprio di fronte a Kandalakša (a sud della città). È la seconda più grande isola del golfo dopo Velikij. Nella parte sud-ovest di Olenij ci sono dei piccoli laghi; l'area circostante è piena di piccole isole e isolette, molte sono senza nome.
L'isola Olenij fa parte della Riserva Kandalakša (Кандала́кшский запове́дник).

## Isole adiacenti
- Isola Teljačij (Остров Телячий), a nord-ovest 67°06′56.92″N 32°18′51.21″E.
- Isola Ovečij Baklyš (Остров Овечий Баклыш), a est 67°05′38.06″N 32°27′37.73″E.
- Isole Lupči (Острова Лупчи), a nord, nella baia Lupče di fronte alla città di Kandalakša.